# جزر حرارية حضرية

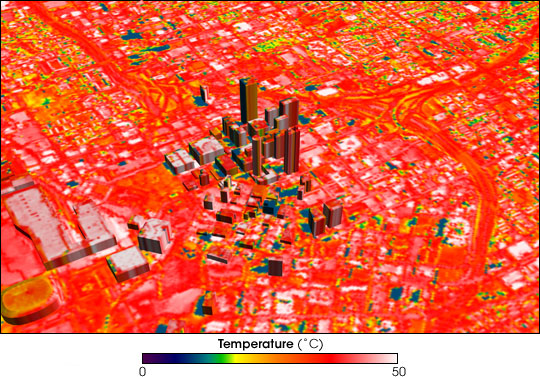
صورة تحاكي اختلاف درجات حرارة الأبنية في أتلانتا، جورجيا في الولايات المتحدة.

الجزر الحرارية الحضرية أو الجزيرة الحرارة الحضرية (يو إتش آي) هي منطقة حضرية أو مدينة كبرى أكثر دفئًا من المناطق الريفية المحيطة بها بسبب الأنشطة البشرية المتمركزة فيها. يكون الفرق في درجة الحرارة ليلًا أكبر منه خلال النهار، ويظهر بوضوح أكبر عندما تكون الرياح ضعيفة. تتجلى الجزر الحرارية الحضرية بوضوح أكبر خلال الصيف والشتاء. يُعد تعديل سطح الأرض السبب الرئيسي لحدوث تأثير الجزر الحرارية الحضرية. تُعتبر الحرارة المهدرة الناتجة عن استخدام الطاقة مساهمًا ثانويًا في تأثير الجزر الحرارية الأرضية. يميل المركز السكاني خلال نموه إلى توسيع منطقته وزيادة متوسط درجة الحرارة فيه. يُمكن استخدام مصطلح جزيرة حرارية أيضًا للتعبير عن هذه الظاهرة؛ يمكن استخدام مصطلح الجزر الحرارية الحضرية للإشارة إلى أي منطقة أسخن نسبيًا من المناطق المحيطة بها، ولكنها تشير عمومًا إلى المناطق ذات التدخل البشري.
يزداد معدل الهطولات المطرية الشهرية مع انخفاض الرياح في المدن، ويرجع ذلك جزئيًا إلى تأثير الجزر الحرارية الحضرية. تطيل الزيادات الحرارية داخل المراكز الحضرية مواسم الزراعة، وتقلل من حدوث الأعاصير القمعية الضعيفة. تقلل الجزر الحرارية الحضرية من جودة الهواء بسبب زيادة إنتاجها الملوثات مثل الأوزون، وتقلل من جودة المياه أيضًا، إذ تتدفق المياه الدافئة إلى مجاري المنطقة المائية ما يجهد أنظمتها البيئية.
لا تمتلك جميع المدن جزيرة حرارية حضرية مميزة، إذ تعتمد خصائص الجزر الحرارية الحضرية بشدة على الخلفية المناخية للمنطقة التي تقع فيها المدينة. يمكن التخفيف من تأثير الجزر الحرارية الحضرية من خلال استخدام الأسقف الخضراء والأسطح ذات الألوان الفاتحة (الأسقف الباردة) في المناطق الحضرية، والتي تعكس ضوء الشمس أكثر وتمتص كميات أقل من الحرارة.
أُثيرت بعض المخاوف بشأن مساهمة الجزر الحرارية الحضرية المحتملة في ظاهرة الاحتباس الحراري؛ رغم عدم اكتشاف الخطوط البحثية أي تأثير مهم للجزر الحرارية الحضرية على المناخ، فقد خلصت دراسات أخرى إلى إمكانية تأثير الجزر الحرارية بشكل غير قابل للقياس على الظواهر المناخية على النطاق العالمي.

## نبذة تاريخية
حقق لوك هاوارد في هذه الظاهرة ووصفها لأول مرة في عام 1810، رغم أنه ليس الشخص الذي أطلق عليها اسم الجزر الحرارية الحضرية. 

## الأسباب
هناك عدة أسباب لحدوث ظاهرة الجزر الحرارية الحضرية (يو إتش آي)؛ فمثلًا، تمتص الأسطح المظلمة الإشعاع الشمسي بشكل كبير، ما يتسبب في زيادة درجة حرارة التجمعات الحضرية للطرق والمباني خلال النهار بشكل أكبر من الضواحي والمناطق الريفية؛ تمتلك المواد التي يشيع استخدامها في المناطق الحضرية للأرصفة والأسقف -مثل الخرسانة والأسفلت- جملة خصائص حرارية مختلفة اختلافًا كبيرًا عن خصائص المواد المستعملة في المناطق الريفية المحيطة (بما في ذلك الحرارة النوعية والناقلية الحرارية) والخواص الإشعاعية السطحية (الوضاءة والانبعاثية). يؤدي هذا الاختلاف إلى تغيير ميزانية طاقة الأرض في المناطق الحضرية، ما يؤدي في كثير من الأحيان إلى ارتفاع درجات الحرارة بشكل أكبر من المناطق الريفية المحيطة بها. السبب الرئيسي الآخر لهذه الظاهرة هو نقص النتح التبخري (من خلال نقص الغطاء النباتي على سبيل المثال) في المناطق الحضرية. وجدت مصلحة الغابات الأمريكية في عام 2018 أن مدن الولايات المتحدة الأمريكية تفقد 36 مليون شجرة كل عام. مع انخفاض كمية النباتات، تفقد المدن أيضًا الظل وتأثير التبريد التبخيري للأشجار.
تُعتبر الآثار الهندسية من الأسباب الأخرى لظاهرة الجزر الحرارية الحضرية. توفر المباني الشاهقة في العديد من المناطق الحضرية أسطحًا متعددة لعكس أشعة الشمس وامتصاصها، ما يزيد من كفاءة تسخين المناطق الحضرية؛ يُسمى هذا «تأثير الوادي الحضري». هناك تأثير آخر للمباني هو حجب الرياح، الأمر الذي يمنع التبريد بواسطة ظاهرة الحمل الحراري، ويمنع أيضًا تبديد الملوثات. تساهم الحرارة الهائلة الناتجة عن السيارات وتكييف الهواء والصناعة وغيرها من المصادر في نشوء ظاهرة الجزر الحرارية الحضرية أيضًا. يمكن لمستويات التلوث العالية في المناطق الحضرية أن تزيد نسبة ظهور الجزر الحرارية الحضرية أيضًا، إذ يمكن للعديد من أشكال التلوث تغيير الخصائص الإشعاعية للغلاف الجوي. لا ترفع الجزر الحرارية الحضرية درجات الحرارة في المناطق الحضرية فقط، بل تزيد أيضًا من تركيز الأوزون، وذلك لأن الأوزون من الغازات الدفيئة التي يتسارع تكوينها مع زيادة درجة الحرارة.
تُظهر بعض المدن تأثير الجزيرة الحرارية بشكل أكبر ليلًا. موسميًا، تظهر الجزر الحرارية الحضرية صيفًا وشتاءً. يصل الفرق المعتاد في درجات الحرارة بين وسط المدينة والحقول المحيطة إلى عدة درجات. كثيرًا ما يُذكر الفرق في درجة الحرارة بين مدينة داخلية ما وضواحيها المحيطة بها في تقارير الطقس، فمثلًا: «68 درجة فهرنهايت (20 درجة مئوية) في وسط المدينة، و64 درجة فهرنهايت (18 درجة مئوية) في الضواحي». «يمكن أن يزداد الدفء في المدن التي يسكنها مليون شخص أو أكثر عن المناطق المحيطة بها بمتوسط درجات من 1.8 إلى 4.5 درجة فهرنهايت (1.0-3.0 درجة مئوية)». في المساء، يمكن أن يصل الفرق إلى 22 درجة فهرنهايت (12 درجة مئوية).
يمكن تعريف الجزر الحرارية الحضرية بأنها إما فارق درجة حرارة الهواء (الجزر الحرارية الحضرية المقببة) أو فارق درجة حرارة السطح (الجزر الحرارية الحضرية السطحية) بين المناطق الحضرية والمناطق الريفية. يُظهر هذان التعريفان تقلبات نهارية وموسمية مختلفة قليلًا، بالإضافة إلى أن مسبباتهما مختلفة. 

## التنبؤ
من الممكن قياس الجزر الحرارية الحضرية مباشرةً في حال امتلاك المدينة أو البلدة نظامًا جيدًا لعمليات رصد الطقس. يمكن استخدام محاكاة معقدة للموقع أو طريقة تجريبية تقريبية لحساب الجزر الحرارية الحضرية بدل الحساب المباشر. تسمح هذه النماذج بإدراج الجزر الحرارية الحضرية ضمن تقديرات درجات الحرارة المستقبلية المرتفعة داخل المدن بسبب تغير المناخ.
نشر ليونارد أو. ميروب أول معالجة رقمية شاملة للتنبؤ بآثار الجزر الحرارية الحضرية (يو إتش آي) في عام 1969. تستعرض ورقته البحثية الجزر الحرارية الحضرية وتنتقد النظريات الموجودة آنذاك باعتبارها نوعية بشكل مفرط. يُستعمل نموذج ميزانية الطاقة الرقمية لوصف الأغراض العامة للجزر الحرارية الحضرية ويُطبق على الغلاف الجوي الحضري. تُقدَّم الحسابات للعديد من الحالات الخاصة للجزر الحرارية الحضرية بالإضافة إلى تحليل حساسيتها. عُثر على النموذج الملائم للتنبؤ بالترتيب الصحيح لحجم الزيادة في درجة الحرارة في المناطق الحضرية، وعُثر أيضًا على تأثير الجزيرة الحرارية ليكون النتيجة الصافية للعديد من العمليات الطبيعية المتنافسة. بشكل عام، يُعد كل من انخفاض التبخر في مركز المدينة، والخواص الحرارية لمباني المدينة، ومواد الرصف، البارامترات السائدة في قياس ظاهرة الجزر الحرارية الحضرية. تُقترح إمكانية استعمال مثل هذا النموذج في الحسابات الهندسية لتحسين مناخ المدن الحالية والمستقبلية.